# Юй Сюаньчжи
Юй Сюаньчжи (нар. 844 — пом. 871) — китайська поетеса та куртизанка часів династії Тан.

## Життєпис
Народилася у родині із середніми статками у місті Чан'ань, столиці імперії часів династії Тан. З 849 до 851 року навчалася у школі міста Сягун. Замолоду багато часу проводила зі студентами академії Ханьлінь. Долучилася до літературної діяльності та складання віршів. У 859 році батьки видали заміж за цензора та вченого Лі І. Втім Юй була молодшою дружиною, мала небагато прав. Старша дружина Лі І налаштувала чоловіка проти Юй Сюаньчжи, який охолонув до неї. Після цього Юй розлучилася, заявила про право жінки на освіту, самостійність, зайняття державною службою, вільний вибір коханого. Незабаром стала жити коштом коханців, але не була офіційно зареєстрована як повія. Формально залишалася дружиною Лі І. У 866 році чоловік запроторив Юй до даоського монастиря Сяньігуань. Тут вона взяла нове ім'я «Сюаньчжи». Згодом закохалася у поета Вень Тін'юня. Проте їхні взаємини тривали недовго. Через деякий час Вень залишив Юй Сюаньчжи. Після цього вона жила самотньо у своєму будинку, кількість її прихильників з часом поменшала. У 871 році через ревнощі вбила свою покоївку Лю Цяо (яка була коханкою Юй Сюаньчжи), за що очільник столичного округу Вей Чжан присудив Юй до страти. Поодинокі спроби коханців Юй врятувати її були марні. Юй Сюаньчжи відрубали голову.

## Творчість
У доробку Юй Сюанчжи близько 48 віршів, зокрема «Гуляючи біля монастиря Чунчженьгуань бачу нові списки тих, хто здав державні іспити», «Мандруючи річкою», «У Цзянліні із сумом дивлюсь у далечинь», «Продається учорашня півонія». Найбільш значущого є поема «Раніше отриманий безцінний скарб, або важко купити любов гарного чоловіка». Головні теми — це кохання, стосунки з коханцями, опис природи, довкілля. Здебільшого вірші короткі, яскраві, відверті, автобіографічні.